# مبيان (فلك)

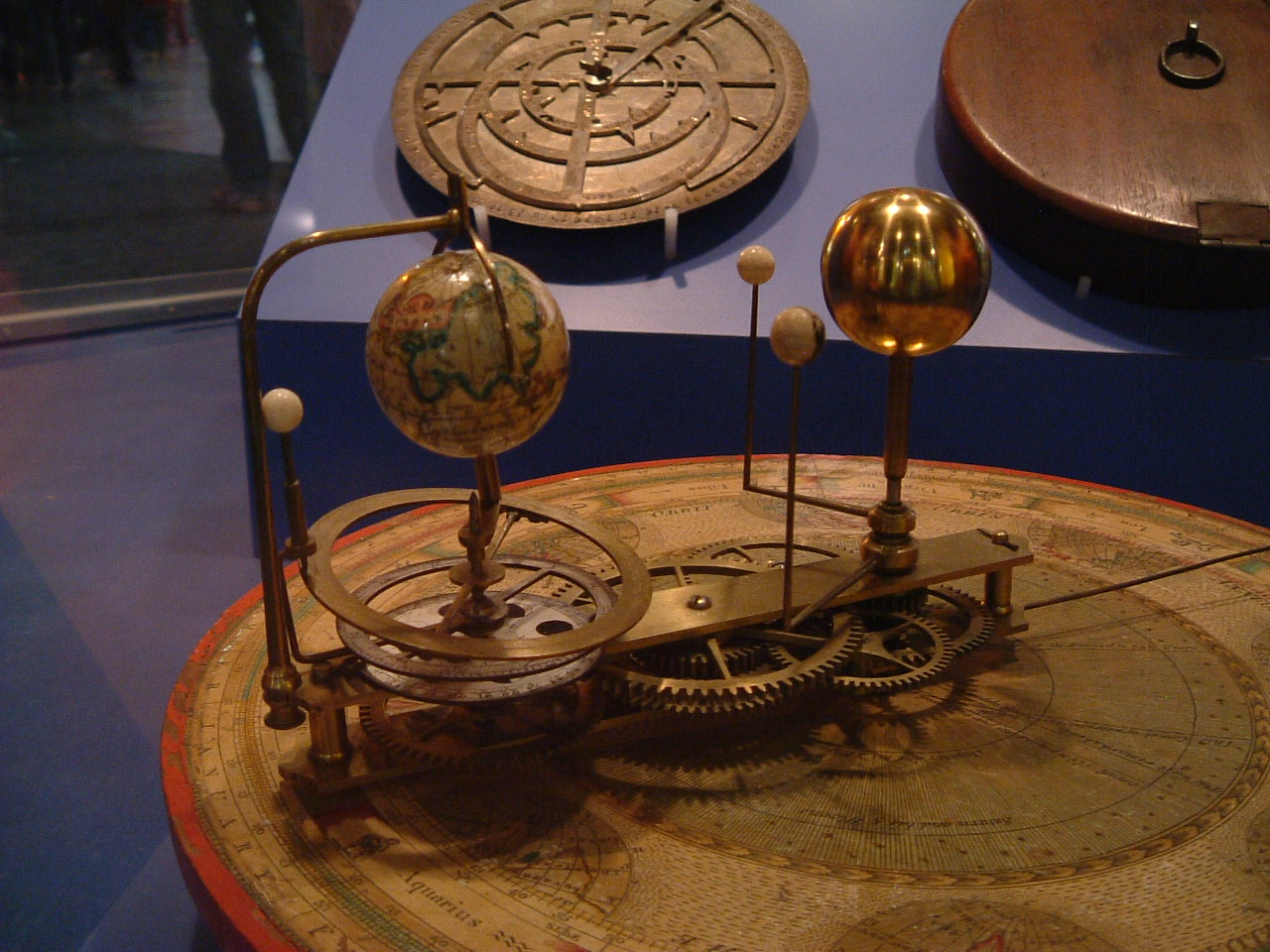
مبيان صغير يُظهر الأرض والكواكب الداخلية.

المِبْيَان أو النموذج الكوكبي (بالإنجليزية: Orrery)‏ هو نموذج ميكانيكي للمجموعة الشمسية يعرض أو يتنبأ بالمواقع أو الحركات النسبية للكواكب والأقمار، وذلك وفقًا لنموذج مركزية الشمس. يمكن أيضًا للمبيان أن يعرض الأحجام النسبية لهذه الأجرام، ولكن تستخدم حجوم نسبية تقريبية لها؛ إذ إن تحقيق النسب الأصلية بين حجوم هذه الأجرام بشكل دقيق لن يكون عمليًا بسبب ضخامة الفرق بين حجومها. على الرغم من أن الإغريق كانوا يعملون على إنشاء القباب الفلكية، صُنع أول مبيان من نوع القبة الفلكية في العصر الحديث عام 1701، وأُهدي إلى «تشارلز بويل»، الذي كان يحمل اللقب الإنجليزي «إيرل أوريري الرابع»، ومن هنا جاءت تسمية هذا المبيان الشمسي بالإنجليزية. تعمل هذه اللآلات بنفس آلية عمل الساعة مع وجود كرة بالمركز تمثل الشمس، وتوجد كرات تمثل الكواكب بنهاية كل ذراع.

## تاريخ

### النسخ القديمة
اكتُشفت آلية «أنتيكيثيرا» عام 1901 في حطام الجزيرة اليونانية «أنتيكيثيرا»، ودُرست هذه الآلية بشكل مُفصل. تعرض هذه الآلة الحركة النهارية للشمس والقمر والكواكب الخمسة المعروفة وقتها. يرجع تاريخ هذه الآلة للفترة بين عامي 150 إلى عام 100 قبل الميلاد. تُعتبر الآلية اليدوية للأنتيكيثيرا الآن واحدةً من أولى المبيانات، ولكن تجاهلها العلماء عدة عقود لاعتقادهم بأنها معقدة للغاية لدرجة أنها لا يمكن أن تكون ذات أهمية. كانت تتبع هذه الآلة نموذج مركزية الأرض، واستُخدمت باعتبارها حاسبة ميكانيكية لحساب المواقع الفلكية.
صنع «بوسيدونيوس» نموذجًا للكواكب، وذلك وفقًا للفيلسوف الروماني «شيشرون» الذي كان يكتب في القرن الأول قبل الميلاد.
صنع «جيوفاني دوندي» في عام 1348 أول آلة تعمل بآلية الساعة لتبين مواقع الكسوف الخاصة بالقمر، والشمس، وعطارد، والزهرة، والمريخ، والمشتري، وزحل، وهذا وفقًا لنظريات «بطليموس» الكوكبية المعقدة. فُقِدت هذه الساعة الفلكية، ولكن ترك دوندي وصفًا كاملًا لسلسلة التروس الخاصة بساعته. 
في أواخر عام 1650، صنع «بي. شيرليوس» قبةً فلكيةً معتمدًا على نموذج مركزية الأرض، إذ جعل فيها الشمس تبدو مثل الكوكب الذي يدور حوله عطارد والزهرة مثل الأقمار.
صُنعت ساعتان فلكيتان معقدتان عام 1561 وخلال الفترة بين عامي 1563 و1568 في قصر «ويليام الرابع» الذي شغل منصب لاندغراف «هسن كاسل». وكان يظهر فيهما مواقع الكسوف للشمس، ولعطارد، وللزهرة، وللمريخ، وللمشتري، ولزحل، وللقمر، بالإضافة إلى مواقع الشمس والتنين (وهي العقد القمرية)، وهذا وفقًا لنظريات «بطليموس»، وتضمنت الساعتان أيضًا تقويمًا، وميقاتًا للشروق والغروب، وكرةً سماويةً آليةً مرسوم عليها الشمس، واعتُبرت أول كرة سماوية تبين الموقع الحقيقي للشمس، وشملت الساعاتان أيضًا معادلة التعاقب الزمني. تُعرض الساعتان الآن بمعرض الفلك والفيزياء في مدينة «كاسل»، وبصالون الرياضيات والفيزياء في مدينة «درسدن».
تحدى «نيكولاس كوبرنيكوس» في كتابه «في دورات الكواكب السماوية» الذي نُشر بمدينة «نورنبرغ» عام 1543 التعاليم الغربية الخاصة بمركزية الأرض التي تعتقد أن الشمس تدور بشكل يومي حول كوكب الأرض. لاحظ كوبرنيكوس أن بعض الفلاسفة الإغريق طرحوا فكرة مركزية الشمس. بسطت هذه الفكرة الحركات الفلكية الدائرية الظاهرة للكواكب، وسهّلت من إمكانية تمثيل مسارات الكواكب على هيئة دوائر بسيطة، إذ يمكن أن يُصنع نموذج لها باستخدام التروس. طور «تيخو براهي» الأدوات المستخدمة في عمليات الرصد الدقيقة للسماء في الفترة بين عامي 1576 و1601، وباستخدامها استنتج «يوهانس كيبلر» أن الكواكب تدور حول الشمس في مدارات إهليجية، وذلك في عام 1621. وفسر «إسحق نيوتن» سبب هذه الحركة الإهليجية في نظريته للجاذبية عام 1687.

### المبيان الحديث
بنى صانعا الساعات «جورج غراهام»، و«توماس تومبيون» أول مبيان حديث حول عام 1704 تقريبًا بإنكلترا. أعطى غراهام التصميم الخاص بأول نموذج لآلته إلى صانع الأدوات الشهير «جون رولي» في لندن؛ وذلك ليصنع نسخة من المبيان الخاص به للأمير «يوجين من سافوي». فُوض رولي ليصنع نسخةً أخرى لرئيسه الإيرل الأوريري الرابع «تشارلز بويل»، وسُميت الآلة باسم أوريري في اللغة الإنجليزية تيمنًا بلقب بويل. قُدمت الآلة إلى جون ابن تشالرز، الذي أصبح إيرل كورك الخامس وإيرل أوريري الخامس فيما بعد. نشر «كريستيان هوغنس» بشكل مستقل في عام 1703 تفاصيل عن آلته الكوكبية القائمة على نموذج مركزية الشمس، التي صنعها خلال فترة إقامته بباريس في الفترة بين عامي 1665 و1681. أجرى هوغنز عمليات حسابية لمعرفة سلسلة التروس اللازمة لتمثيل السنة المكونة من 365.242 يومًا، واستخدمها ليمثل دورات الكواكب الرئيسة.
توجد لوحة فنية للفنان «جوزيف رايت» بعنوان «فيلسوف يلقي محاضرةً بمبيان مستخدمًا مصباحًا مكان الشمس» يرجع تاريخها إلى عام 1766 تقريبًا، ومُعلقة بمتحف «ديربي» ومعرض الفنون، وتصور هذه اللوحة مجموعة من المستمعين لمحاضرة يلقيها فيلسوف متخصص بالفلسفة الطبيعة. كانت الشمس في هذا المبيان النحاسي مصدر الضوء الوحيد بالغرفة. كان للمبيان الموضح باللوحة مجموعة من الحلقات، التي تعطي مظهرًا مشابهًا لآلة «ذات الحلق» الفلكية؛ فكان يمكن لهذه الآلة أن تصور الكسوف. 
لوضع هذا التمثيل في سياق زمني، استُخدم جهاز الكرونوميتر البحري الخاص بـ«جون هاريسون» عام 1762 لقياس خطوط الطول بشكل دقيق لأول مرة. ووضح عالم الفلك «يوهان دانيال تيتيوس» عام 1766 أنه يمكن تمثيل متوسط المسافة بين كل كوكب والشمس وفقًا للنمط التالي:
{\displaystyle {\frac {4+0}{10}},{\frac {4+3}{10}},{\frac {4+6}{10}},{\frac {4+12}{10}},{\frac {4+24}{10}},{\frac {4+48}{10}},.....}
يسير هذا النمط على النحو: 0.4، 0.7، 1.0، 1.6، 2.8، 5.2، ووحدة قياس هذه المسافات هي الوحدة الفلكية، وهي متوسط المسافة بين الشمس والأرض التي تبلغ 1.496 × 108 كيلومتر (93 × 106 ميل). لا يبين مبيان «ديربي» متوسط المسافات، ولكنه يبين الحركة النسبية للكواكب.
صُنعت قبة «آيسينخا» الفلكية في الفترة بين عامي 1774 إلى 1781 بواسطة «آيزا آيسينخا» في منزله بمدينة «فرانيكير» في هولندا. تمثل هذه القبة الكواكب على سقف الغرفة، وما زالت تعمل باستمرار منذ صناعتها حتى الآن تقريبًا. يُعتبر هذا المبيان قبةً فلكيةً بكل ما تحمله الكلمة من معنى؛ فهي آلة معقدة تظهر مدارات الكواكب، وتصور حركتها. اشترت العائلة الملكية الهولندية منزل «آيسينخا» مع تعويضه براتب مادي.
ابتكر «بنيامين مارتين» نموذجًا كوكبيًا جديدًا في عام 1764، تظهر فيه الكواكب محمولةً على أذرع نحاسية تخرج من سلسلة من الأنابيب متحدة المركز أو متحدة المحور. وكان من الصعب جعل الكواكب تدور في هذا المجسم مع دوران الأقمار حولها. اقترح مارتين أن المبيان التقليدي يجب أن يتكون من ثلاثة أجزاء: القبة الفلكية التي تدور فيها الكواكب حول الشمس، والمبيان الأرضي (التيلوريان) وهو الذي يبين الميل المحوري للأرض وكيفية دورانها حول الشمس، والمبيان القمري (اللوناريوم)، وهو الذي يبين الدوران المنحرف للقمر حول الأرض. يمكن لهذه الحركات الثلاثة أن تُستخدم في مبيان واحد عن طريق تثبيتها على طاولة مشتركة بشكل منفصل مع استخدام المغزل المركزي باعتباره المحرك الرئيس.